# Mr Boo fait de la télévision
Pour plus de détails, voir Fiche technique et Distribution.
Mr Boo fait de la télévision (契身賣, Mai shen qi), aussi connu sous le titre The Contract, est une comédie hongkongaise co-écrite et réalisée par Michael Hui, sortie le 3 août 1978 à Hong Kong. Elle nous plonge dans l'univers des coulisses de la télévision hongkongaise des années 1970.
Quatrième film des frères Hui, cette comédie se hisse à la première place du box-office hongkongais de 1978 avec plus de 7,1 millions HK$ de recettes. Au-delà de son aspect comique, le film est une critique du monde télévisé et de la dérive sadique qu'il peut prendre, juste pour le plaisir des téléspectateurs. Michael Hui était parfaitement au courant de ce milieu, ayant débuté comme présentateur de jeux télévisés. Mais il s'agit également d'une critique du monde du travail avec un personnage principal essayant de s'en sortir par tous les moyens face à un patron impitoyable.
Le film est nommé pour trois prix à la 15e cérémonie des Golden Horse Film Festival and Awards (Michael Hui obtenant ainsi sa seule nomination à un Golden Horse Award jusqu'en 2016 pour Godspeed) et remporte finalement seulement le prix du meilleur montage.
La bande-originale du film est composée et interprétée par Sam Hui, une habitude pour les films des frères Hui.

## Synopsis
Chi-man (Michael Hui), homme à tout faire et acteur raté, est un employé de la chaîne Mouse TV (MTV) qui ne se voit proposer que des tâches de second plan comme de la figuration très loin derrière les vedettes. Il rencontre alors un représentant de la chaîne concurrente Cat TV (CTV) qui lui propose un contrat très intéressant de cinq ans pour le débaucher. Cependant, son contrat de huit ans avec MTV n'est pas encore arrivé à terme et le nouveau directeur de la chaîne (l'ancien s'est fait désavoué par le conseil d’administration qui l'a jeté par la fenêtre par la même occasion) n'a pas l'intention de le laisser partir. Chi-man, avec l'aide de son frère magicien, Sai-kit (Sam Hui), et de son autre frère inventeur pseudo-scientifique, Chi-ying (Ricky Hui), va élaborer d’improbables stratagèmes pour récupérer son contrat.

## Distribution
- Michael Hui : Chi-man
- Sam Hui : Sai-kit
- Ricky Hui : Chi-ying
- Tiffany Bao : Mme. Wang
- Ellen Lau : Chu Ling-ling
- Yeung Wai : l'assistante de Mme Wang
- Cheng Fu-hing : King Kong
- Russell Cawthorne : le gourou
- Chan King-cheung : le président de MTV
- Cheng Siu-ping : Mme. Li
- Kwong Kwan-ning : Mr. Kwong
- Lee Pang-fei : le responsable de Cat TV
- Chiu Chun : un membre du conseil d'administration de Mouse TV
- Fong Yue : la femme qui sort de l'ascenseur
- Huang Pa-ching : Mme. Li
- Man Sau : la mère de Chih-man
- Pan Yung-sheng : un spectateur de l'émission sur les ovnis
- Kwan Yan : un spectateur de l'émission de magie
- Cheung Sek-Au : un spectateur de l'émission de magie
- Johnny Koo : l'un des trois braqueurs de banque
- Kam Tin-chue : un membre du conseil d'administration de Mouse TV
- Si Lau-wa
- Lau Cheun
- Hoh Wan

## Réception critique
Dans The Hong Kong Filmography, 1977-1997, John Charles décrit la comédie comme étant « totalement désarmante et l'une des œuvres les plus amusantes des frères Hui » tandis que Stephen Teo dans son livre Hong Kong Cinema: the Extra Dimensions écrit « Michael Hui termine la décennie avec sans doute son meilleur film ».